# 타니가와 코지

타니가와 코지(谷川浩司, 1962년 4월 6일 ~ )은 일본의 쇼기 기사이다. 일본쇼기연맹 전 회장이다.

## 출생 및 입단
- 1962년 4월 6일 일본 효고현 고베시 출생
- 1973년 5급 입단
- 1975년 초단 승단
- 1976년 12월 20일 4단 승단
- 1979년 4월 1일 5단 승단
- 1980년 4월 1일 6단 승단
- 1981년 4월 1일 7단 승단
- 1982년 4월 1일 8단 승단
- 1984년 4월 1일 9단 승단

## 쇼기수상
- 일본 쇼기 명인전 5회 우승(1983,84,88,89,97), 17세 명인(17世 名人)
- 일본 쇼기 왕위전 6회 우승(1987,89,90,91,2002,03)
- 일본 쇼기 왕좌전 우승(1990)
- 일본 쇼기 용왕전 4회 우승(1990,91,96,97)
- 일본 쇼기 기왕전 3회 우승(1985,87,2003)
- 일본 쇼기 왕장전 4연패(1991,92,93,94)
- 일본 쇼기 기성전 4회 우승(1991,92,99)
- NHK배 TV장기 선수권대회 우승(1985)
- 은하전(銀河戦) 우승 (2002)